# ولسوالی ارچی
ولسوالی اَرچی یا ولسوالی دشتِ اَرچی یکی از ۷ ولسوالی‌‌‌‌ ولایت کندز، به مرکزیت شهر ارچی در شمال افغانستان است. دشتِ اَرچی از ولسوالی‌های درجه اول ولایت کندز بوده، پهناوری آن ۹۷۴ کیلومتر مربع است و با ۱۰۳٬۳۹۴ نفر جمعیت در سال ۱۳۹۹، چهارمین ولسوالی پر جمعیت ولایت کندز می‌باشد.
ولسوالی دشتِ اَرچی در شمال باختری ولایت قندوز قرار دارد و با ولسوالی‌های خان‌آباد و قندوز از جنوب باختری، با ولسوالی امام‌صاحب از شمال باختری، با ولایت تخار از خاور و با تاجیکستان از شمال محدود است.